# Давыд Игоревич
Давы́д И́горевич (ок. 1058 — 25 мая 1112) — князь волынский, дорогобужский, сын Игоря Ярославича, от брака с Кунигундой, дочерью Оттона, графа Орламюндского и маркграфа Мейсенского, однако часть историков отвергает эту версию, считая Кунигунду женой Ярополка Изяславича. Внук великого киевского князя Ярослава Мудрого. Князь тмутараканский (1081—1082). Активный участник княжеских междоусобиц. К его имени некоторые историки добавляют прозвище Буйный. Из династии Рюриковичей.

## Ранние годы
Родился около 1058 года. Вследствие ранней смерти отца оказался на положении изгоя и жил на Волыни у Ярополка Изяславича. В 1081 году вместе с другим изгоем Володарем Ростиславичем бежал в Тмутаракань. Изгнал оттуда посадника Всеволода Киевского, но через два года сам был изгнан Олегом Святославичем. Собрав дружину, Давыд в устье Днепра перекрыл торговый путь в Византию, и получил от великого князя киевского Всеволода Ярославича в удел город Дорогобуж на Волыни (1084). В 1086 году после гибели Ярополка Изяславича получил Волынское княжество. В сговоре со Святополком Изяславичем киевским пытался отнять галицкий удел у Володаря и Василька Ростиславичей. В 1097 году участвовал в Любечском съезде, на котором Волынь была утверждена за ним. В 1098 году Давыд Игоревич попытался захватить Теребовль, но потерпел поражение от войск Володаря Ростиславича.

## Война за западные волости
Организатор ослепления в 1097 году Василька Теребовльского. Осаждённый в Бужске Володарем Ростиславичем, вынужден был выдать своего ослеплённого пленника, а затем выдал Ростиславичам на казнь и своих советников. Преследуемый князьями, бежал в Польшу. Вскоре вернулся во Владимир-Волынский, но, когда войско великого князя киевского Святополка Изяславича осадило город, Давыд Игоревич вынужден был отдать его.
Продолжал вести борьбу за волынский стол. В 1099 году Давыд Игоревич призывал себе на помощь половецкого хана Боняка и при его поддержке, разбив в битве на Вагре противников, получил Владимир и Луцк. На съезде в Уветичах 1100 года за ослепление Василька был лишён этого владения. Вместо Владимира получил волынские города Бужск, Острог, Дубно и Чарторыйск, и 400 гривен серебра, а вскоре Дорогобуж. Сделал Бужск своей столицей, а также основал у себя во владениях Давид-Городок. В 1111 году участвовал в успешном походе южно-русских князей за р. Дон, на станы половецкие.

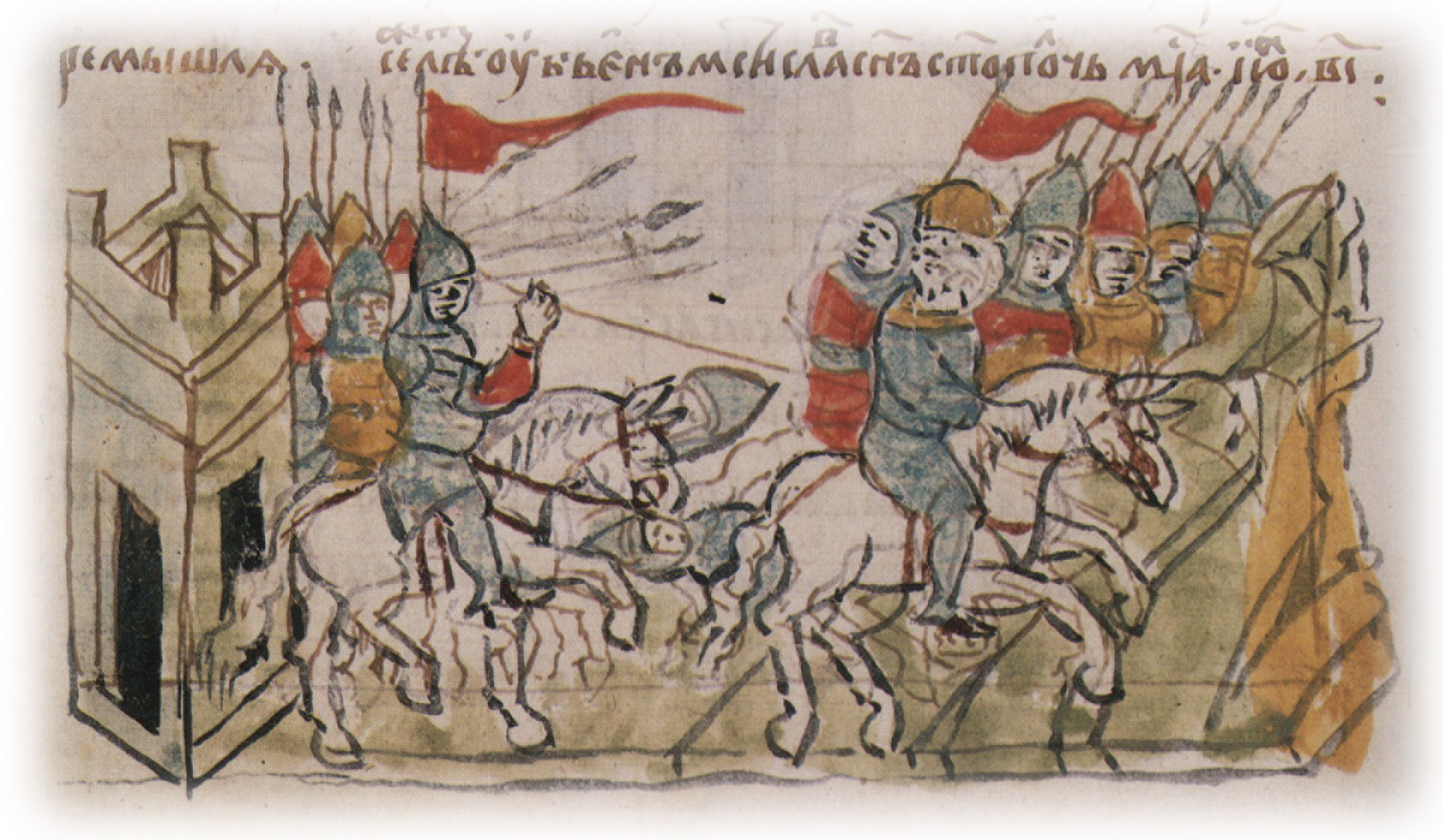
Изгнание из Руси Давыда Святополком II
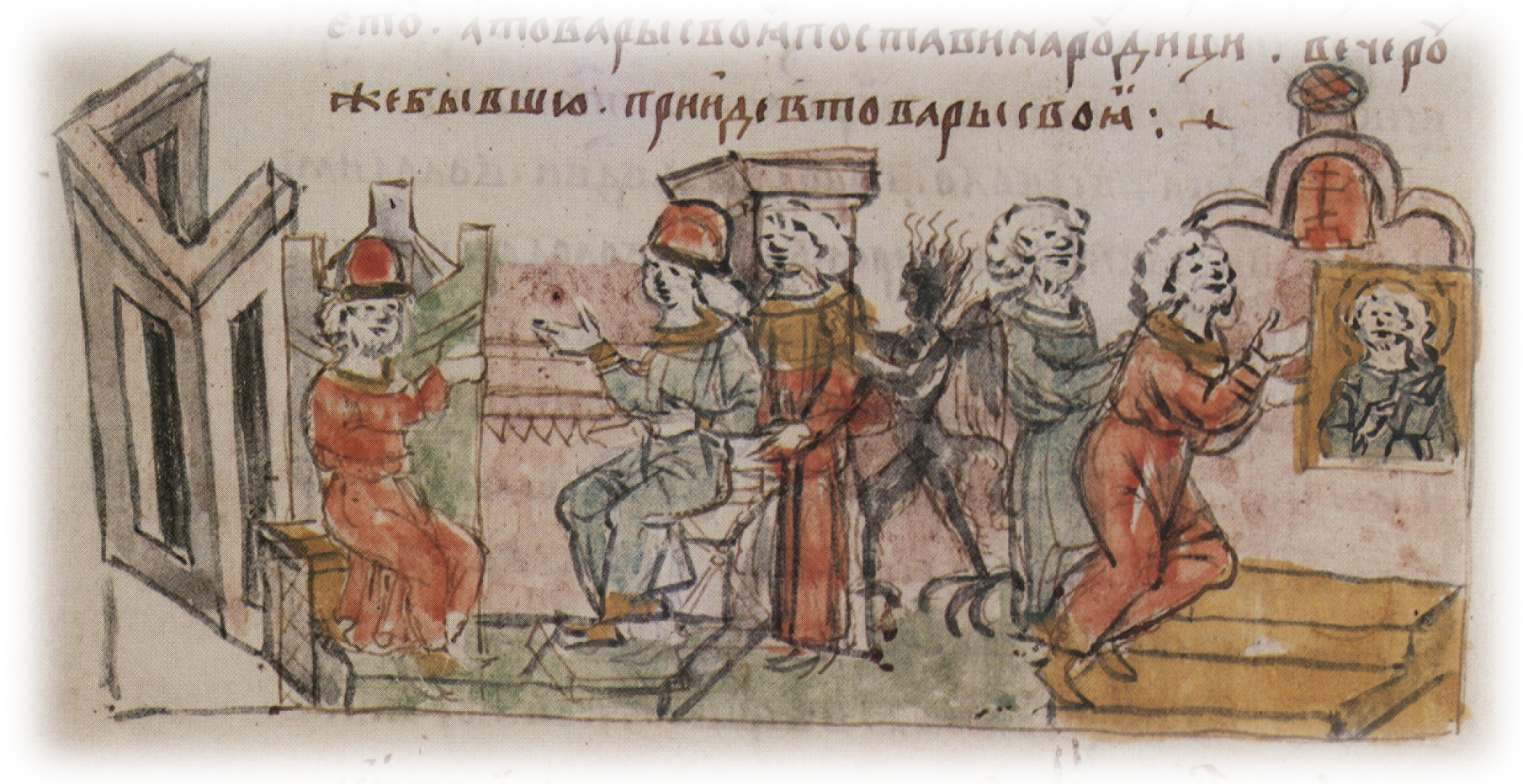
Беседа Давыда Волынского и Василька Теребовльского в палатах Святополка  Киевского; наложение оков на Василька.
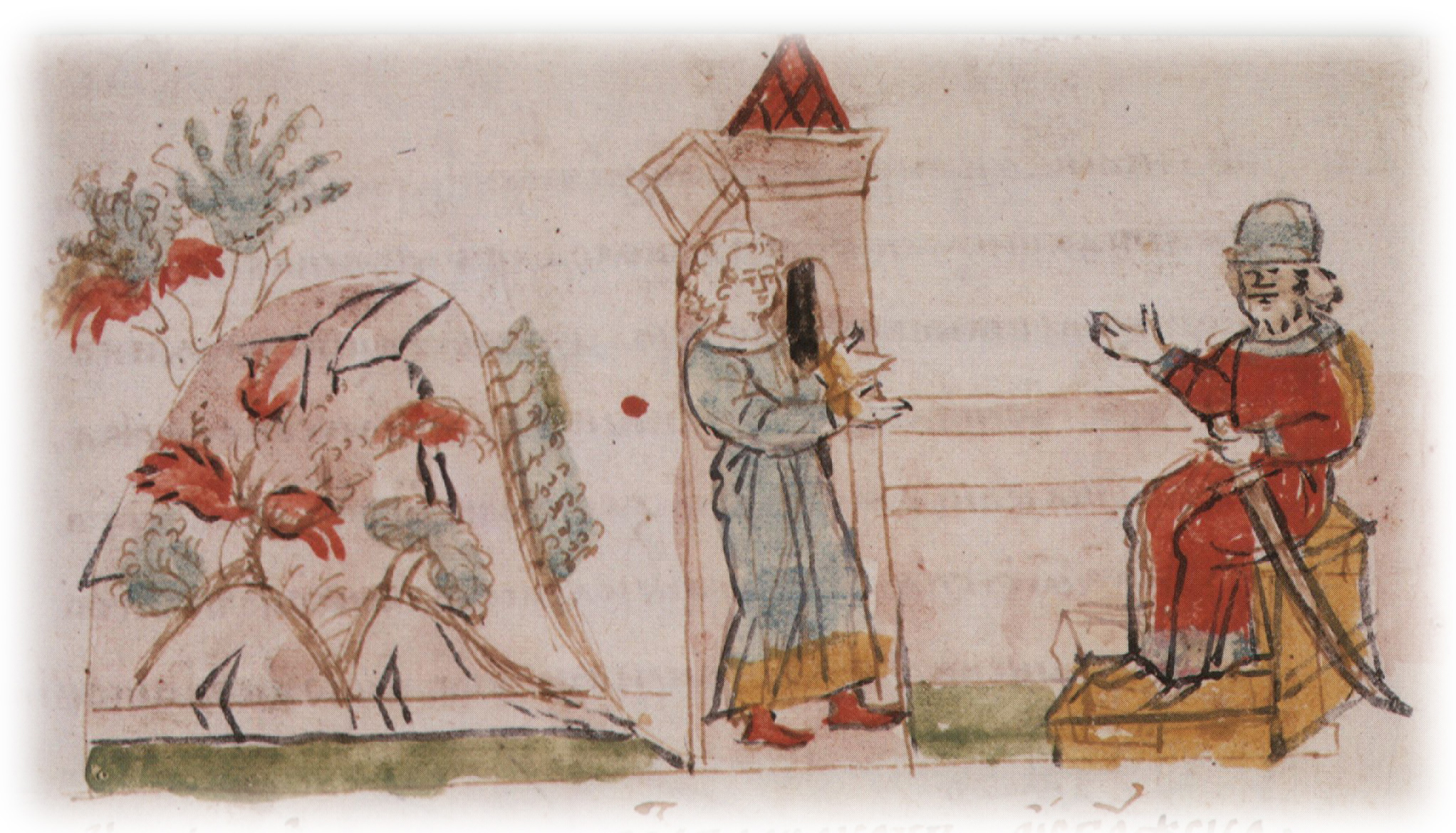
Беседа Давыда Игоревича Волынского с владимирским посадником Василем

## Смерть
Умер 25 мая 1112 года в Дорогобуже. Останки княжеского захоронения, найденные в 1937—1938 при раскопках основанного им Давид-Городка, могли принадлежать Давыду Игоревичу.
Историк М. Д. Хмыров пишет, что умер Давид Игоревич 25 мая 1113 года в Киеве. Тело его погребено там же, в церкви Влахернской Богородицы на Клове.

## Семья
Жена: по версии Карамзина, Давид Игоревич был женат на дочери Владислава I, короля Польского.
сыновья:
- По одной из версий Всеволодко († 1141) — князь городенский (около 1113—1141). В 1116 вступил в брак с Агафьей, дочерью Владимира Мономаха.
- Игорь († после 1150).

Согласно Карамзину, у Давыда был племянник Мстислав, отец которого неизвестен. Он вместе с дядей в 1099 году осаждал Владимир-Волынский и потом «искал добычи и славы на море».

## Памятники
- В Любече в 1997 году.

Давыд Игоревич изображен среди князей на Памятнике Любечскому съезду князей, открыт в дни празднования 900 - летия. По распоряжению КМ Украины от 2.VIII 1996 и пост. КМ Украины от 21 VIИИ 1997 900-летний юбилей Любечского съезда отмечался на государственном уровне. Памятник торжественно открыл вице-премьер Украины Валерий Смолий; в праздновании приняли участие представители соседних государств Белоруссии и России..
- В Столинском районе

Открыт в дни празднования 900-летия Давид-Городка. На его открытии присутствовал президент Белоруссии Александр Лукашенко.